# 제이든
제이든(1987년 ~ )은 대한민국의 가수다. 2016년 싱글 앨범 [SING OF YOUR LUV]로 데뷔했다.

## 방송
- 히든싱어 5 (2018) - 자이언티 편 5위

## 음반
- SING OF YOUR LUV (2016)
- DARK BEAUTY (2017)
- GO BACK (2017)
- 곤피곤피 (2018)
- 아빠가 된다는 건 (2018)